# George Clausen

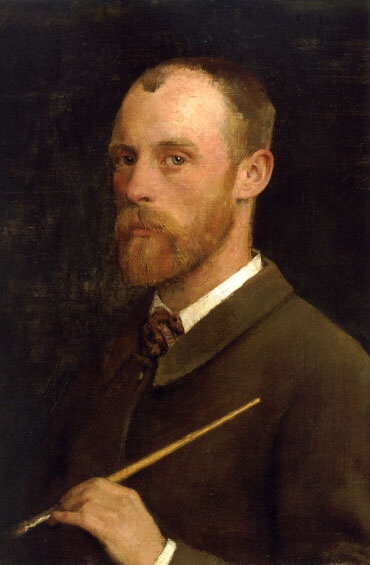
George Clausen, zelfportret.

George Clausen (Londen, 18 april 1852 - Newbury, 22 november 1944) was een Engels kunstschilder en etser. Hij werkte in een naturalistische stijl en zocht zijn thema's meestal op het platteland.

## Leven en werk
Clausen was de zoon van een Londense decoratieschilder van Deense afkomst en een Schotse moeder. Hij volgde van 1871 tot 1873 tekenlessen aan de South Kensington Schools in Londen, tegenwoordig deel uitmakend van de Royal College of Art. Na een tijdje gewerkt te hebben in het atelier van historieschilder Edwin Long, vertrok hij voor een periode naar het vasteland van Europa. Hij studeerde in de jaren 1875-1877 aan de Koninklijke Academie voor Schone Kunsten van Antwerpen en maakte in die periode regelmatig studiereizen door Nederland en België. Hij werkte in diverse plaatsen aan de Zuiderzee, onder andere in Volendam. Daar schilderde hij in 1876 ook Hoogmis in een dorp aan de Zuiderzee, het eerste van de vele werken die hij later zou exposeren bij de Royal Academy of Arts. 

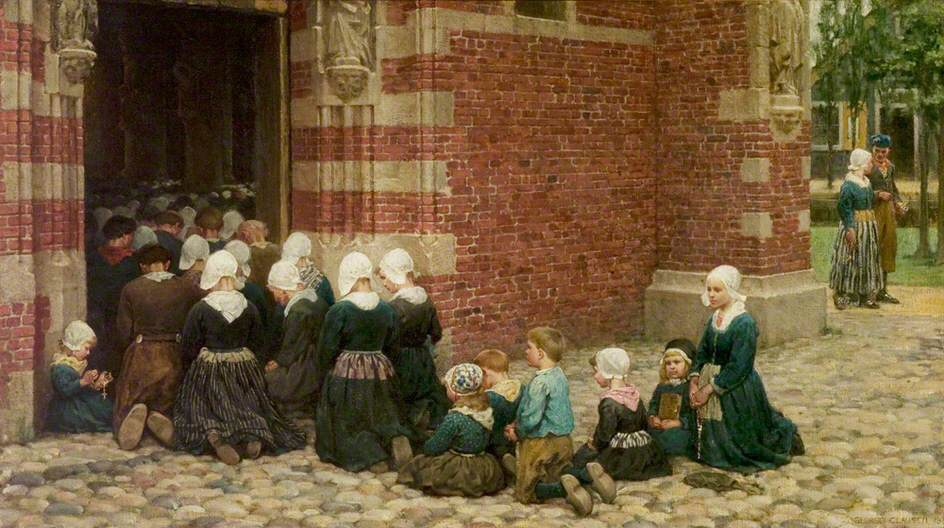
Hoogmis in een dorp aan de Zuiderzee (Volendam)

Eind jaren 1870 bezocht Clausen ook Parijs, waar hij lessen volgde aan de Academie Julian, bij William-Adolphe Bouguereau en Tony Robert-Fleury. Hij werd er beïnvloed werd door James McNeill Whistler, John Robertson Reid en plattelandsschilder Léon Augustine Lhermitte, maakte kennis met het impressionisme en verkocht er zijn eerste werken. In 1880 keerde hij terug naar Engeland.

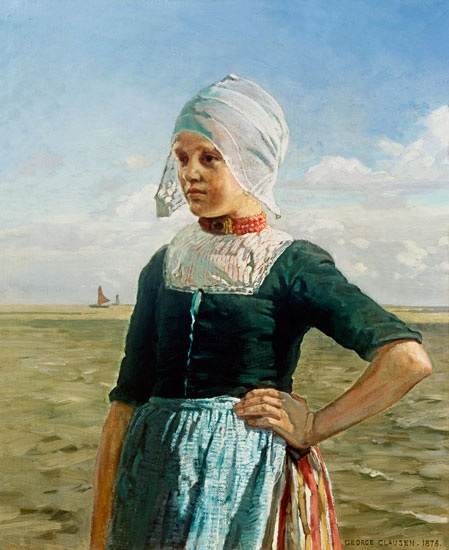
Hollands meisje.

Tijdens een expositie in 1880 in de Londense Grosvenor Gallery raakte Clausen onder de indruk van het werk van Jules Bastien-Lepage, meer in het bijzonder van het schilderij Les Foins (De hooiers, 1877). Hij adapteerde diens naturalistische werkwijze en zocht zijn thema's voornamelijk op het platteland, in Hertfordshire, waar hij na zijn huwelijk met Agnes Mary Webster in 1881 ging wonen. Vanaf de jaren 1890 ontwikkelde hij deze werkwijze door tot een eigen persoonlijke stijl, met invloeden van het impressionisme en luminisme, met name in zijn aandacht voor atmosferisch licht. Hij werkte met vierkante borstels en met droge verfsoorten, die zorgden voor een pastelachtige uitstraling.
In 1896 werd Clausen lid van de Royal Academy, waar hij vaak zou exposeren en waar hij van 1904 tot 1913 ook doceerde. Tijdens de Eerste Wereldoorlog werd hij benoemd tot officieel "War Artist" en maakte hij diverse allegorische werken. In 1925 maakte hij als 73-jarige nog enkele muurschilderingen in het Westminster Palace. Clausen werd in 1927 geridderd. Hij overleed in 1944, 92 jaar oud.
Werk van Clausen is onder andere te zien in de Royal Academy en Tate Gallery in Londen, het Ashmolean Museum in Oxford, het Art Institute of Chicago, het National Museum of Australia in Canberra en tal van andere gerenommeerde musea over de gehele wereld.

## Galerij

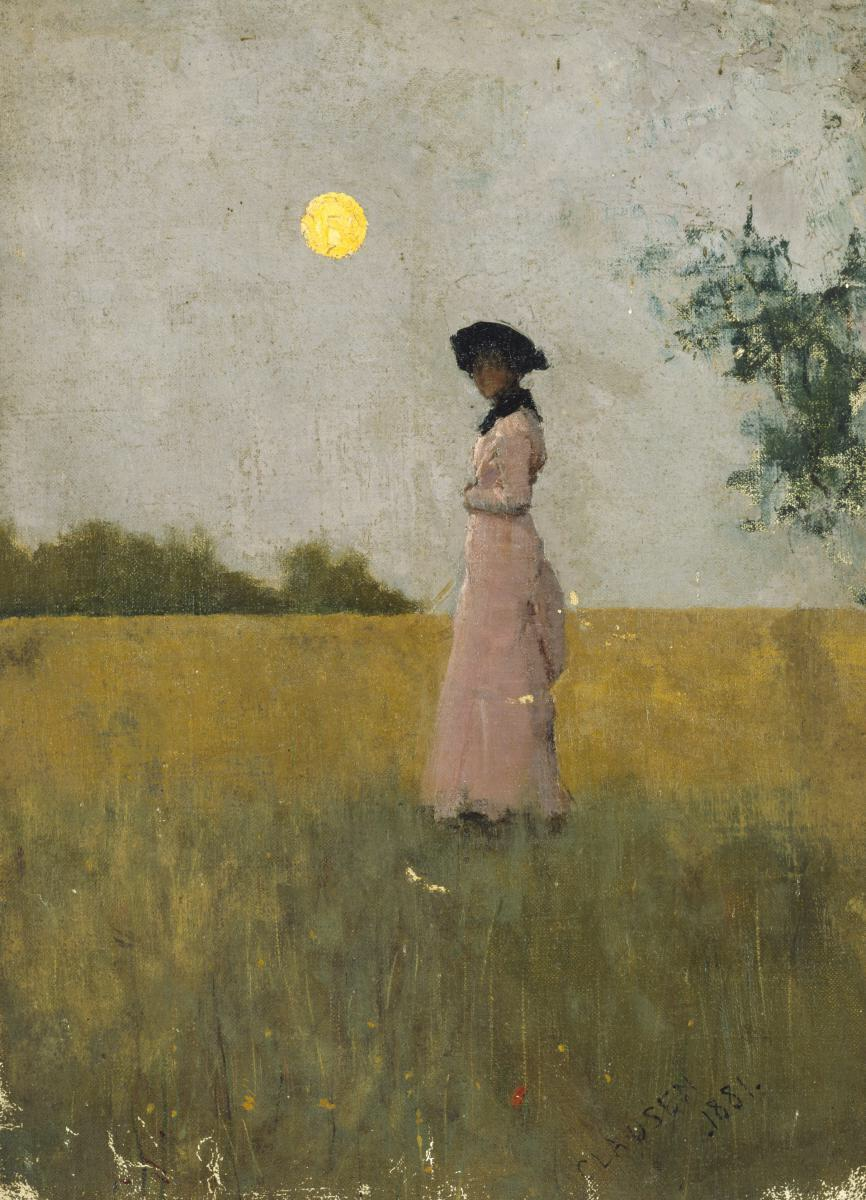
Dame in rose, staande in een korenveld
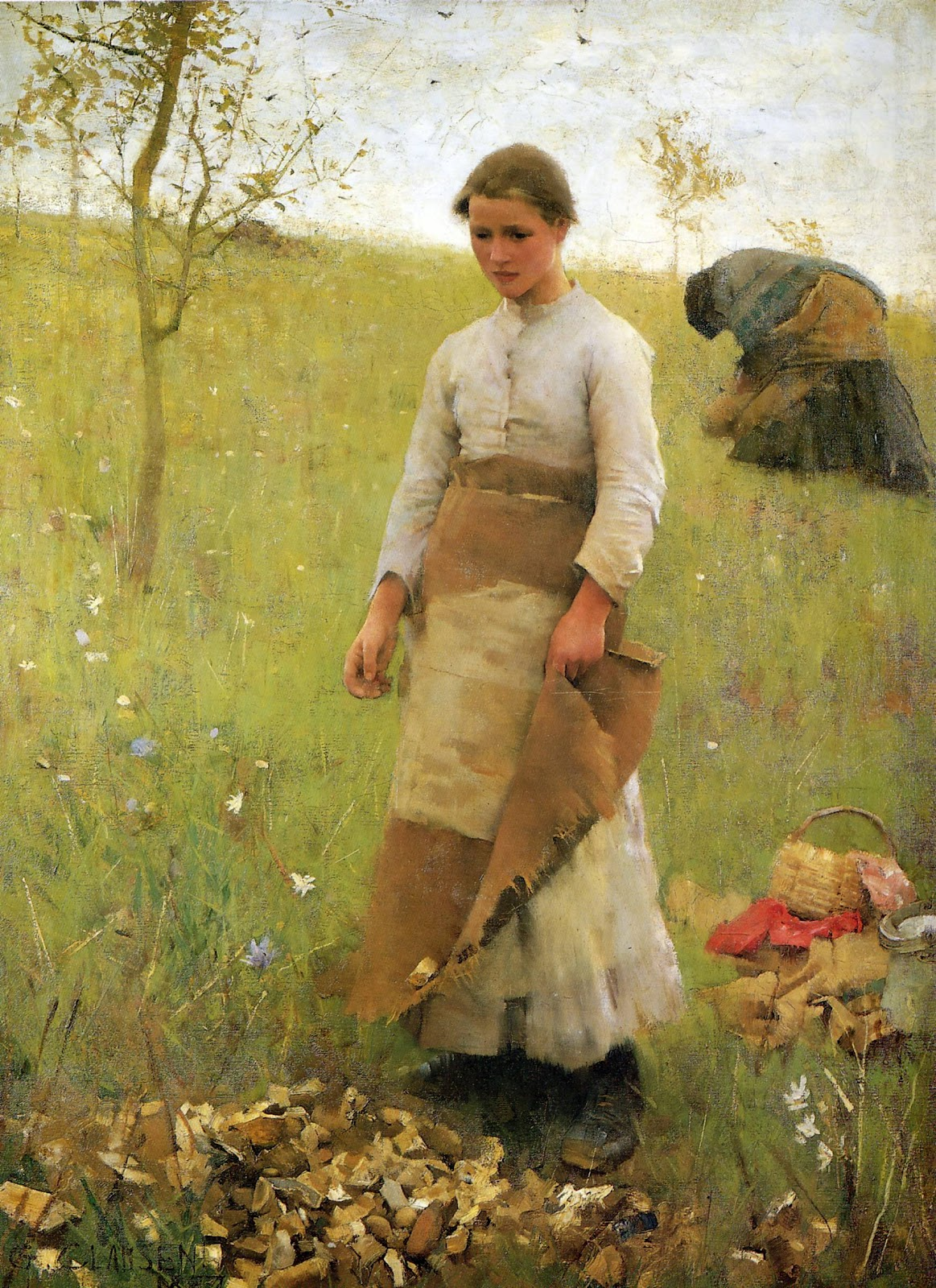
De stenenrapers
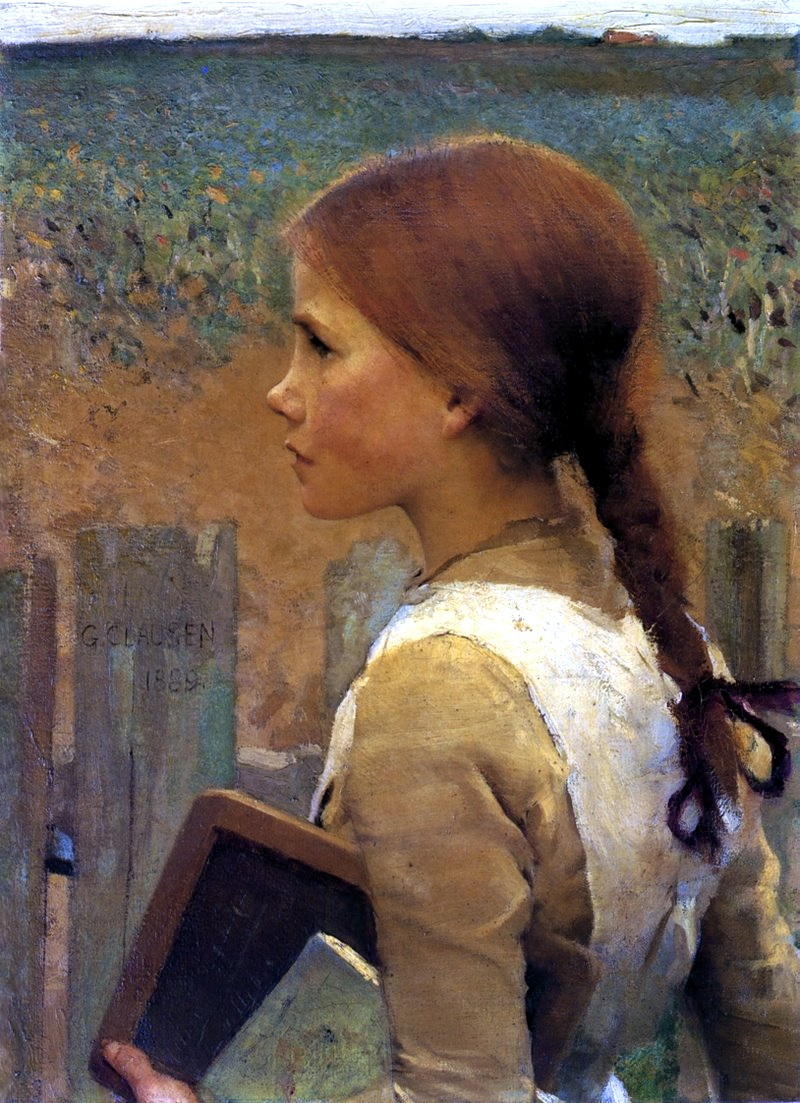
Natte
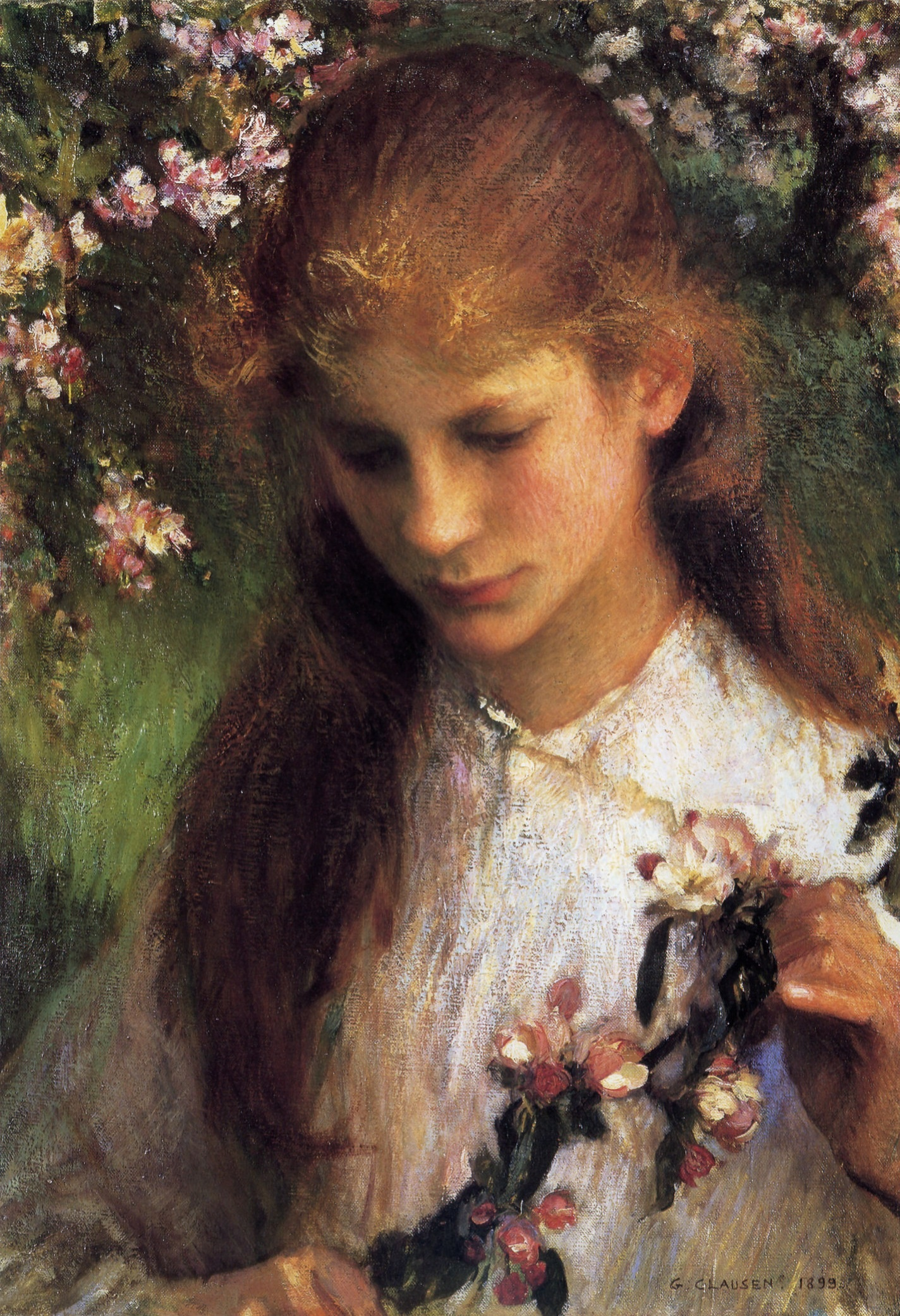
Appelbloesem
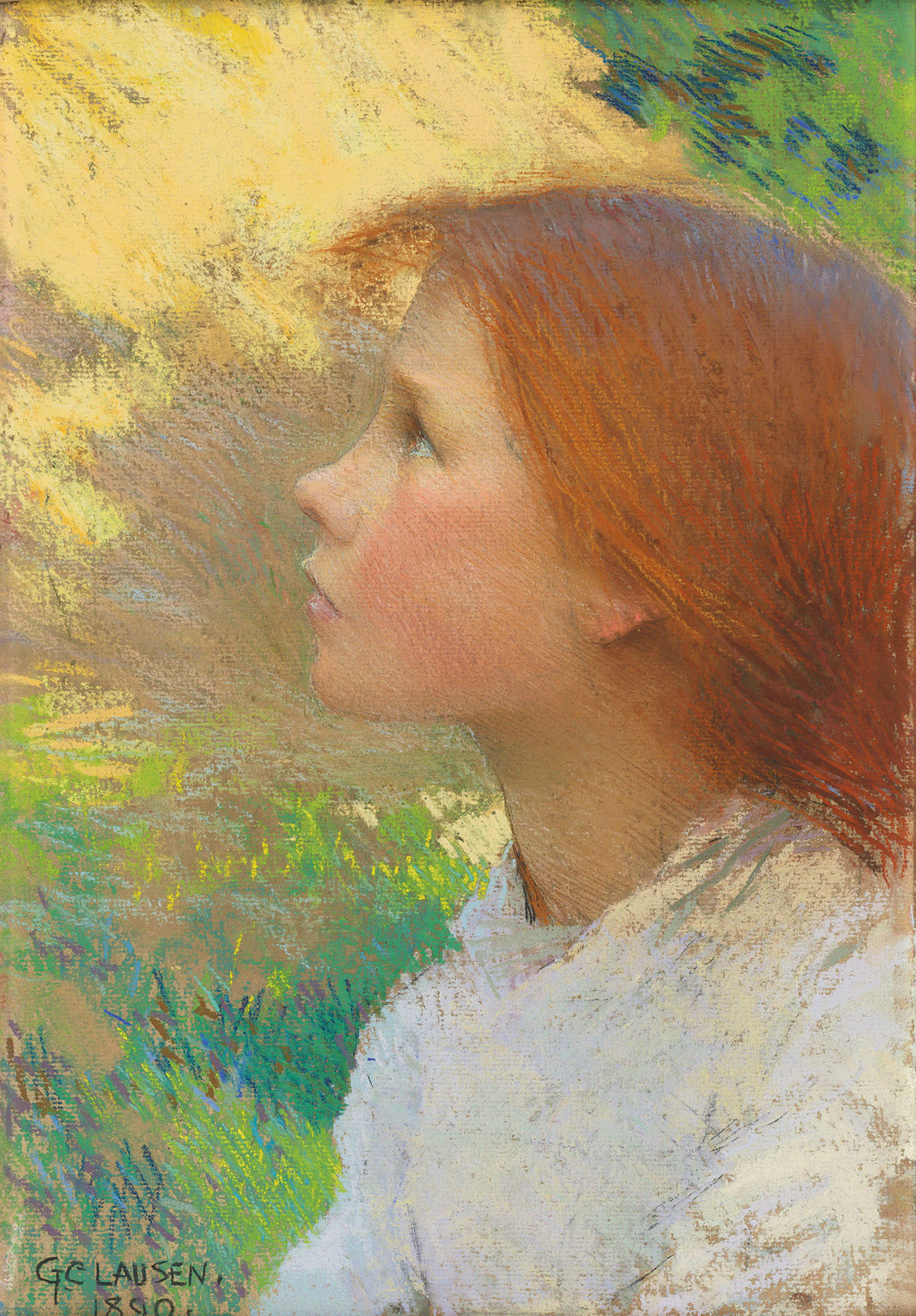
Hoofd van een meisje
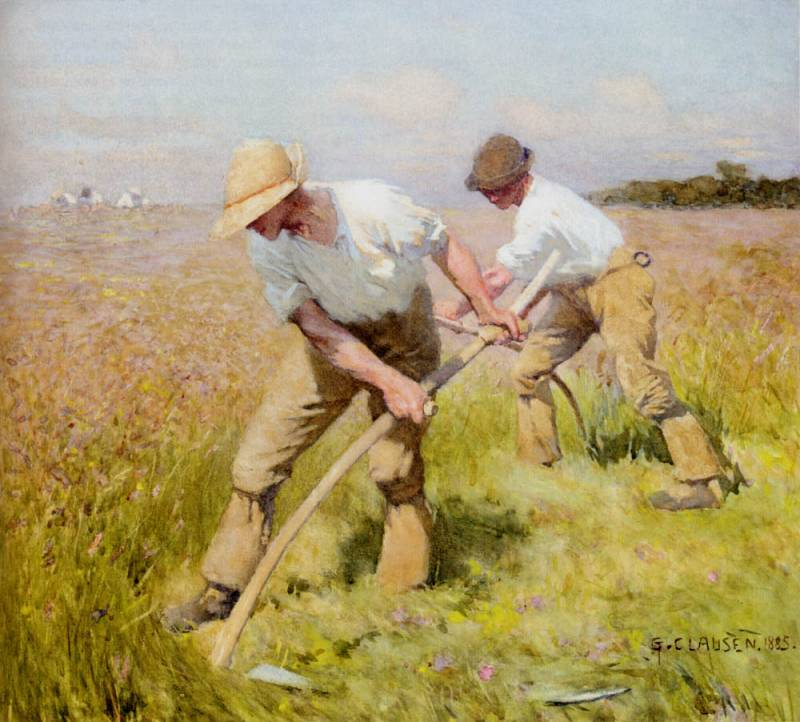
De maaiers
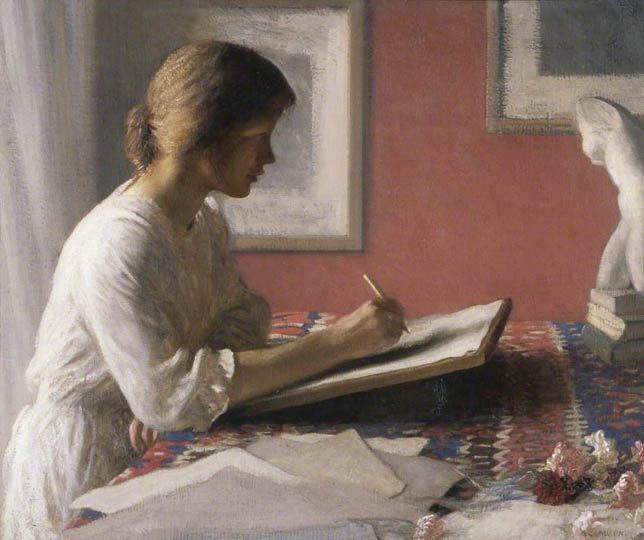
Schrijvend meisje
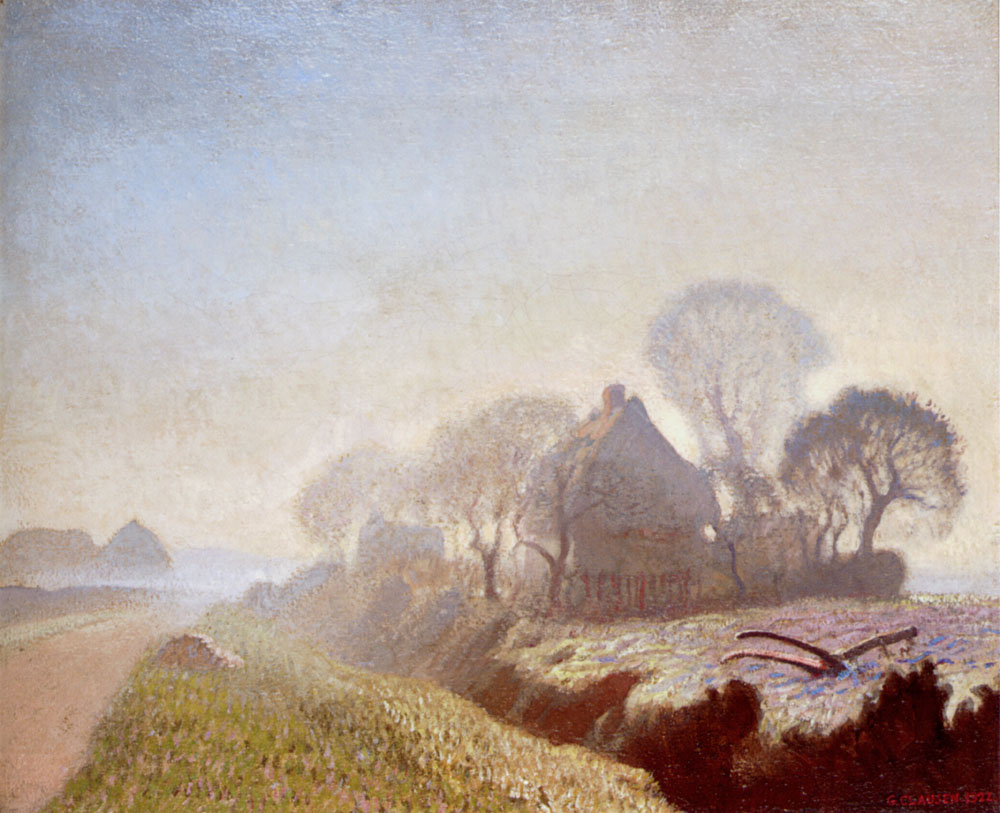
Ochtend in November